# Aedes amesii
Aedes amesii é um espécie de mosquito do género Aedes, pertencente à família Culicidae.